# La Pitié de Dieu
La Pitié de Dieu est un roman de Jean Cau publié le 29 septembre 1961 et ayant obtenu le Prix Goncourt la même année.

## Résumé
Dans la cellule d'une prison, pas plus située géographiquement que dans le temps, se trouvent réunis quatre hommes qui tous ont commis un ou plusieurs crimes : le docteur doit avoir tué sa femme ; le boxeur Alex une prostituée ou un de ses amis ; le grutier Eugène sa femme ou l'amant de celle-ci (ou ni l'un ni l'autre) ; le journaliste (appelé Match) sa mère ou peut-être son beau-père.
Chacun des prisonniers évoque des souvenirs et raconte ses « crimes », qui peuvent être autant de mensonges que de vérités.
De plus, est présente une cinquième voix qui raconte de temps à autre tel épisode de la vie commune des détenus, qui dit « nous » en leur nom, qui est le témoin collectif de toutes les tendresses et de toutes les misères rassemblées entre ces quatre murs. Les prisonniers parlent, se confessent, fabulent, inventent d'étranges jeux. Tout est échangeable, les crimes vrais ou faux, les culpabilités secrètes et ils arrivent à confondre leurs personnalités et leurs vies. À moins que tout ceci ne soit le fruit de l'imagination de l'un d'entre eux en train de tourner en rond dans ses folies.

## Éditions
- La Pitié de Dieu, Éditions Gallimard, Paris, 1961.  (ISBN 2070212904)